# دي إن آنجل
دي.أن.أنجل (ディー・エヌ・エンジェル Dī Enu Enjeru) هي سلسلة مانغا يابانية، كتابة ورسم يوكيرو سوجيساكي، نشرت المانغا على مجلة كادوكاوا شوتين شوجو «أسكا الشهرية» في نوفمبر 1997. اقتبست إلى مسلسل الأنمي تلفزيوني، مكون من 26 حلقة والذي بدأ بثه في يابان على تلفزيون طوكيو من 3 أبريل 2003 حتى 25 سبتمبر 2003.

## القصة
نيوا دايسكي هو فتى في الرابعة عشر من العمر. ويحاول أن يعلن حبه لفتاة أحلامه، لكنه فشل، وكلما كان يفكر في هذه الفتاة يتحول إلى أسطورة وهمية المعروفة باللص دارك ماوسي، تدرك والدة دايسكي هذا تماما، فتجعله يتحول إلى دارك ليسرق أعراضا قيمة. وتتطور القصة، بعد أن يعلم دايسكي الحقيقة، وعن الفتى الآخر (هيواتاري ساتوشي) الذي يبدو أن لديه نفس القدرة على تحول إلى الجزء الآخر لدارك وهو كراد ومع مرور الوقت يقع في حب الأخت التوأم الكبرى هراردا ريكو التي تقف إلى جانبه في كثير من الأوقات والغريب انها تكره دارك ولا تؤمن بما يقوم به من سرقات إلى ان تكتشف بأنه دايسكي نفسه.

## الشخصيات الرئيسية
نيوا داسكي

هارادا ريكو

هارادا ريزا

هيواتاري ساتوشي

ماوسي دارك

## وصلات خارجية
- Kadokawa دي.أن.أنجل موقع المانغا رسمي نسخة محفوظة 19 أكتوبر 2011 على موقع واي باك مشين. (باليابانية)
- موسيقى JVC الرسمية دي.أن.أنجل موقع أنمي (باليابانية)
- أفلام ADV الرسمية دي.أن.أنجل موقع أنمي
- Official Madman Entertainment دي.أن.أمجل موقع أنمي
- موسيقى JVC الرسمية راديو دي.أن.أنجل موقع (باليابانية)
- دي إن آنجل على موقع ANN manga (الإنجليزية)

 (بالإنجليزية) (بالإنجليزية)